# 詞 (語言)
在語言學中，詞是能獨立運用並含有「語義內容」或「語用內容」（即具有表面含義或實際含義）的最小單位。詞的集合稱為「詞彙」，例如：所有中文詞統稱為「中文詞彙」等。詞典是為詞語提供音韻（phonology）、詞義解釋、例句、用法等等的工具書，有的詞典只修錄特殊領域的詞彙。在外語教學中，“詞”在台湾又稱單字，中国大陆又称单词，在漢語則無此用法。
從語法單位來說，詞比語素（morpheme）大（語素含有語意，但不一定能獨立運用），而又比詞組小（又稱短語，由詞構成）。一個詞可能只會有一個語素，（例如英語的 oh!、rock、red、quick、run、expect 等），但也有可能有很多個（例如 rocks、redness、quickly、running、unexpected）。而語素可能不能獨立存在（例如 -s，-ness，-ly，-ing，un-，-ed）。一個複雜的詞通常會包括一個詞根和一或多個詞綴（rock-s，red-ness，quick-ly，run-ning，un-expect-ed），但合成詞可能會有多於一個詞根（black-board（黑板），rat-race（激烈的競爭））。構詞學是研究詞的內部結構和形成方式等的語言學分支。
詞可以拼湊起來組成更大的語言單位，例如：詞組（a red rock），子句（I threw a rock）和句子（He threw a red rock too but he missed.）。
「詞」這個術語可以指口語的詞或書面語的詞。口語的詞是由音位（音素/phoneme）所組成的，是語言中能夠區別意義的最小聲音單位。書面語的詞則是由字位（形素/grapheme）所組成的，拉丁文字裡的每個字母或中文的每個漢字都是一個字位。

## 定義
幫一個詞取定義的難易度取自於語言。部分字典將它的詞彙分類成詞元（若詞庫裡有ran和run，因ran是run的過去式，所以run是詞元），代表一個詞怎麼構成取自於作者在該語言的想法。

### 語意的定義
在1926年，伦纳德·布龙菲尔德提出了「最小自由形式」的概念。詞常常被認為是人類言語中，能自行獨立存在的最小單位。而這跟音位和詞素有關。但有些書面文字不是最小自由形式，因為當他們被單獨唸出來時，沒有任何意義。
很多語義學家提出了「語義元」的理論，指的是不可定義的詞代表著在直覺上有意義的基本概念（像 the 或 of）。根據這項理論，語義元是描述一個詞的含義的基礎，且沒有與任何一個詞或與它們相關的概念上的意義產生循環。

### 特性
在句法學中最簡方案（Minimalist Program）的學派中，詞（在文獻中稱為「詞項」）在被詮釋為一束一束的「語言特性」，並合併成一個有形式和含義的結構。舉例來說，英文詞「bears」有語義（以表示「熊」），詞性（為名詞），數（為複數，須與其域內（如所在的子句或詞組）的其他成分（如動詞、指示詞等）達成一致）和音韻（能被唸出來，国际音标：[bairz]），等等特性。

### 詞的分界
在不同的語言中，詞分界會呈現出不同的面貌。例如以拉丁字母併寫的語言，詞呈現為以空格來區分的一串字母；在書寫中文時，詞由一個或多個漢字構成，但詞和詞之間沒有用空格區分；在口語中，詞有固定的語音形式，詞的語音變化通常只出現在其開端和結尾，而詞之間可以停頓。
要界定什麼構成詞，將牽涉到詞在哪裡開始和結尾—換句話說，即是定義「詞的分界」。有多種方式可以指出詞的分界在哪：
句子中潛在的停頓
說話者被要求念同一個句子兩遍，中間必有停頓。說話者會在詞的分界中加上停頓。但這個方法並非是萬無一失的：說話者可能故意將多音節的詞拆開，或將兩或多個有關連的詞從中分開。
詞的不可分割性
說話者被要求念一個句子，並再被要求念同一個句子一次，但在第二次時加上其他在第一句未曾出現過的詞。例如：I have lived in this village for ten years「我已在這個村子裡生活了十年」變為 My family and I have lived in this little village for about ten or so years「我和我的家人已在這個小村莊再了十幾年。）這些詞會被說話者加到原句中詞的分界裡。但是在一些語言裡，有被放進詞的中綴的存在。類似地，有些語言裡，有被分開的詞綴的存在；例如在德文中：「 "Ich komme gut zu Hause an."（我在家裡很好）」，動詞ankommen（到達）是分離的。
用聲音來定義詞的分界
在一些語言裡，有特定的讀音規則，利於發現詞的分界在哪裡。例如一個語言在最後一個音節發重音，它的詞分界較可能在於發重音的音節後。另一個例子是有元音和諧律的語言（例如土耳其語，或大部分阿爾泰語系的語言）；在任何一個詞中的母音基本上都同調，因此只要找出母音換調的地方，就能大約知道詞分界在哪。雖說這樣，但沒有一個語言有這麼方便的讀音規則，就算是有上面那些規則的也不例外。
用拼字來定義詞的分界

### 正寫法
在能書寫的語言裡，一個詞與它的正寫法有相互關係。使用字母來拼寫的語言中，詞之間常出現分隔符號（尤其是空格）在有用字母系統現代語言裡很常見，但分隔符號與字母系統相比，算是較創新的做法。
不過，書寫上的分隔不一定等於詞的分界。例如在英文正寫法裡，有些合成詞裡可能會含有空格。例如ice cream（冰淇淋），air raid shelter（壕），get up（起床）等由於以空格分開，故被視為多個詞。（ice、cream、air 等字無疑是以自由形式，但 get 較不明確。）相反地，brownstone（上流社會）拼成一個詞也被視為一個詞，雖然 brown 和 stone 都是以自由形式存在的。
此外，書寫上的分隔有時只反映語音上的分界而非詞的分界。例如在越南語正寫法裡，雖以拉丁字母拼寫，但卻以「單音節語素」而非詞來劃定書寫的分隔。在東亞語言裡（用CJKV的語言），也用音節（中文的漢字）和音拍（日文的假名）而非完整的詞來劃定書寫的界線。在韓文裡的諺文裡，音節和詞兩者有書寫上的分界:由音節來組成方塊字，但也在詞之間加上空格）。
相反地，部分綜合語用語素組成詞，與分析語相比，更難讓人難以歸結詞。尤其在多式綜合語裡（如因紐特語和尤比克語），特別難劃定詞間的界線，因為一個句子可能只有一個詞。

#### 詞與漢字的關係
在中文裡，詞（word）有時會和字（character）混淆。詞是一個語法單位，而字是一個書寫單位。
漢字是中文的書寫單位，通常一個漢字表示一個音節（普通話中的兒化是例外，一個音節由兩個漢字表示）。所以漢字與詞沒有直接的對應關係，一個詞可以只佔一音節並由一個漢字寫成（例如「我」、「死」、「很」），也可佔多個音節並以多個漢字寫成（例如「維他命」、「個性」、「獨特」）。

## 詞法學
詞由語素（不可分割的音義結合體）構成。由一個語素組成的詞稱為單純詞，而由多於一個語素構成的詞稱為合成詞。
以中文為例，單純詞多數是單音節的，例如「地」、「東」、「五」、「看」等；除單音節詞外，也有多音節的單純詞，例如「玲瓏」、「參差」、「徘徊」、「叮嚀」、「鸚鵡」、「馬虎」、「葡萄」、「卡通」、「巧克力」、「葡萄牙」、「馬達加斯加」等，它們不論音節數目多少，都不能分拆為詞義相關的較小部分。另一方面，現代中文有許多合成詞，例如「政府」、「學者」、「石頭」、「民主」、「問責制」等，這些詞都可以分為更小的單位，並且這些小單位是構成詞義的元素。
以英語為例，詞 lady 可分割為兩個音節（可以用 la 和 dy 表示），但它們卻不帶任何意義與 lady 的詞義相關，所以 lady 是單純詞。blackboard 也是一個詞，它可以分為 black 和 board 兩個部分，而且它們所帶的意義與 blackboard 的詞義相關，所以 blackboard 是合成詞。
在語言類型學中，詞和語素的關係是語言分類的一種方法——語言的型態分類：綜合語是指該語言有着高的語素詞比（morpheme-per-word ratio），即每個詞平均包含語素數目較多，例如拉丁語；相對地，分析語的語素詞比較低，例如漢語。
在綜合語裡，一個語幹（例如：love「愛」）可能會有多個詞形（例：loves，loving，loved）。但在某些情況下，他們不會被視為不同的詞，而是有不同詞形的同一個詞。在這些語言裡，詞可能是由多個語素所組成的。尤其是在印歐語系裡的語言裡，不同的語素可能是：
- 詞根
- 詞根的後綴（suffix）
- 詞尾（desinence），即有屈折變化的後綴

例如，原印歐語系詞*wŗdhom可以被分析成四個部分：
1. *wŗ-,詞根*wer-的元音變換
2. 詞根延伸*-dh-，使詞根更複雜*wŗdh
3. 元音詞幹，-o-
4. 中性主格或受格單數詞尾，*-m

## 分類
詞有許多的分類準則和方式，下舉數例：
- 依音節的數目分類：即單音詞、雙音詞、多音詞等。某些文學作品如詩詞、對聯等，這種分類有其特殊的重要性。
- 依語素的數目：單純詞只有一個語素，合成詞有多於一個語素。
- 合成詞可以依構詞形式進行分類：例如中文的合成詞有聯合式、偏正式、主謂式、動賓式、補充式、重疊式、附加式，其中首五類合成詞又叫做複合詞。英語的合成詞有複合詞和派生詞兩大類。
- 依詞的語法性質（即「詞性」、「詞類」）：例如名詞、動詞、副詞、連詞等。日語的詞可分為用言和体言兩大類。傳統的中文語法研究把中文詞彙分為實詞和虛詞。
- 依詞的來源：例如詞可以分為固有詞和外來詞。

事實上，詞的分類不限於此。此外，從上例中也可以看出，不同的語言對詞可以有不同的分類準則，或即使分類準則相同但具體的分類方式也因語言而別。

### 詞類
「詞類」一詞不是以上各種詞的分類準則和分式的統稱，而是專指詞的語法性質分類，與上述的「詞性」相通。依據語法性質，一個語法將一個語言的詞彙分成好幾個組。其中，最基本的二分法（幾乎適用於所有語言）是名詞和動詞。
希臘文字學家狄俄尼索斯·特拉克斯是首先將文字分成許多個組的人。他把希臘文的詞彙分成：名詞、動詞、形容詞、代名詞、介詞、副詞、連接詞和感嘆詞。
印度文字學家波你尼提倡了一個類似的分類法，他將梵語詞彙分成名詞性詞和口頭詞，依照詞的詞尾來分類。

#### 名詞
名詞是指待人、物、事、時、地、情感、概念等實體或抽象事物的詞。名詞可以獨立成句。在短語或句子中通常可以用代詞來替代。
例子有：蘋果、太陽、空氣、婚禮、社會等等

#### 動詞
動詞是用來形容或表示各類動作的詞彙。
例子有：飛、是、跑等等。

#### 形容詞
形容詞是詞類中的一類。其根本特點是自由的作定語、修飾名詞或名詞性短語。在語義上，形容詞多表示性質、狀態、屬性、描述等含義。
例子有：漂亮、高興等。

#### 代名詞
代名詞是指代替名詞或名詞短語的形式詞（是否附加限定詞各個語言不同），如中文的「你」、「我」、「他」，法語的「nous」、「elle」，英語的「he」、「she」、「 it」等。問句中代替被詢問物體的代詞叫做疑問代詞，比如“誰”等。

## 哲学
至少从公元前5世纪开始，哲学家们就对词的意义开始着迷，形成了语言哲学的基础。柏拉图根据词的来源和构成它们的声音来分析词。他认为，尽管词随时间演变了很多，但在声音和意义之间仍旧有一些联系。约翰·洛克说过，“字眼底功用就在于能明显的标记出各种观念”，人们选择字眼“并非因为特殊的音节分明的声音和一些观念之间有一种自然的联络，因为若是如此，则一切人底语言应该只有一种。语言所以有表示作用，乃是由于人们随意赋予它们一种意义，乃是由于人们随便来把一个字当做一个观念底标记”。 维特根斯坦对词的看法由一个词是一个意思的代表演变到“一个词的意义就是它在我们语言中的用法(Meaning is using)”。

### 書籍
- Barton, David. . Blackwell Publishing. 1994: 96.
- Bauer, Laurie. . Cambridge, England: Cambridge University Press. 1983. ISBN 0-521-28492-9.
- Brown, Keith R. (Ed.) (2005). Encyclopedia of Language and Linguistics (2nd ed.). Elsevier. 14 vols.
- Crystal, David.  1. Cambridge, England: Cambridge University Press. 1995. ISBN 0-521-40179-8.
- Fleming, Michael et al. . Routledge. 2001: 77. ISBN 0-415-23377-1.
- Plag, Ingo. . Cambridge, England: Cambridge University Press. 2003. ISBN 0-521-52563-2.

## 外部連結
- 陳嘉映：〈約定用法和「詞」的定義〉 （页面存档备份，存于）（2008）